# Anger, Berchtesgadener Land
Anger là một đô thị ở huyện Berchtesgadener Land bang Bayern nước Đức. Đô thị Anger, Berchtesgadener Land có diện tích 45,91 km², dân số thời điểm ngày 31 tháng 12 năm 2006 là 4248 người.